# 2009年马其顿总统选举
2009年马其顿总统选举第一轮选举在2009年3月22日举行。这次选举被视为是对马其顿共和国长期以来希望加入欧盟和北约的决心的一次重要考验。
在总统选举中处于领先地位的是来自议会最大党马其顿内部革命组织民族统一民主党的格奥尔基·伊万诺夫，以及来自反对党马其顿社会民主联盟的前内政部长柳博米尔·弗尔奇科斯基。阿尔巴尼亚族候选人伊梅尔·塞尔马尼（Imer Selmani）紧随这两个人之后。如果没有任何候选人可以赢得足够的选票，则将在4月5日进行决选。即将离任的布兰科·茨尔文科夫斯基总统没有争取连任。大约7000名马其顿和500名外国选举观察员监督这次投票。与马其顿2008年的议会选举发生的暴力冲突相比，本次大选平安无事。在3月22日，马其顿西部地区的大雪造成部分投票站被关闭。但是受影响的选民不到1%。3月23日，据马其顿国家选举委员会对94%选票进行统计的结果，格奥尔基·伊万诺夫得票率为33.94%，柳博米尔·弗尔奇科夫斯基得票率为19.75%，均领先于其余5位候选人，由于首轮投票没有人过半数，得票前两位的候选人格奥尔基·伊万诺夫和柳博米尔·弗尔奇科夫斯基进入第二轮选举。
2009年4月5日，马其顿举行第二轮总统选举投票。4月6日，据马其顿中央选举委员会的统计结果显示，内部革命组织民族统一民主党总统候选人格奥尔基·伊万诺夫得票率为63.52%，社会民主党候选人柳博米尔·弗尔奇科夫斯基得票率为36.48%，格奥尔基·伊万诺夫获胜，将成为下一任马其顿总统。